# Julino Brdo
Julino Brdo (en serbe cyrillique : Јулино Брдо) est un quartier de Belgrade, la capitale de la Serbie. Il est situé dans la municipalité de Čukarica. En 2002, il comptait 6 683 habitants.

## Présentation
Julino Brdo constitue la partie la plus septentrionale du quartier de Žarkovo. Il se trouve entre les quartiers de Čukarica au nord, Banovo brdo à l'est et au nord-est, Žarkovo au nord et Makiš à l'ouest.
Le quartier comprend une rue principale circulaire entourée de trois autres rues qui forment un triangle à l'intérieur du cercle. Le quartier est constitué de plusieurs gratte-ciel qui le rendent visible depuis les parties basses de Belgrade, et particulièrement depuis Novi Beograd et Zemun qui sont situés de l'autre côté de la Save.
Quelques installations du système d'alimentation en eau de la capitale se trouvent dans le quartier (Hydro-technical knot Julino Brdo). On y trouve en particulier les premiers réservoirs d'eau potable construits en hauteur du pays, ainsi que deux conduites (T-1 et T-1-T2) qui apportent l'eau jusque dans le centre de Belgrade (Tašmajdan). Il est prévu d'étendre l'installation de Makiš-Julino Brdo-Banovo brdo, en lui adjoignant deux réservoirs supplémentaires et une nouvelle conduite (T-2) qui apporterait l'eau potable à Košutnjak et Topčider.